# Euphorbia uhligiana
Euphorbia uhligiana es una especie de planta fanerógama de la familia de las euforbiáceas. Es endémica de Sudáfrica, Namibia, Angola, Botsuana, Zimbabue.

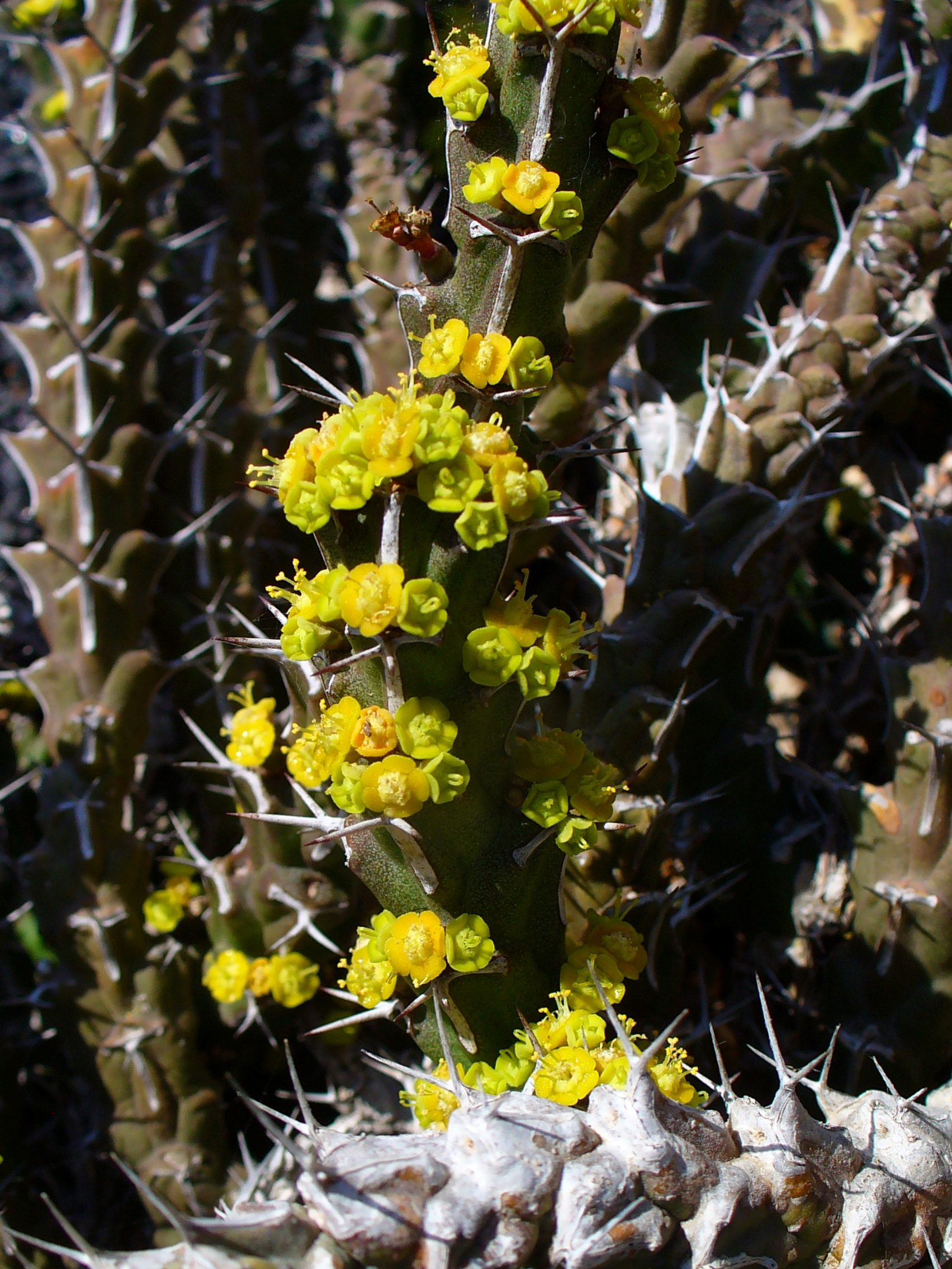
Detalle de las flores en ciatos

## Descripción
Es una planta perenne densamente peluda con tallos suculentos de una raíz carnosa gruesa,  ramificada desde la base, alcanza un tamaño de 30 (-100) cm de largo, con 4-ángulo, de 1 ± cm de espesor, los ángulos con prominentes dientes puntiagudos de 7 mm de largo y a 1,5  cm de distancia, espinosa.

## Ecología
Se encuentra en los suelos pedregosos de arena en abiertos matorrales caducifolios, por lo general en las laderas expuestas, a una altitud de 435-1550 metros.

## Taxonomía
Euphorbia uhligiana fue descrita por Ferdinand Albin Pax y publicado en Botanische Jahrbücher für Systematik, Pflanzengeschichte und Pflanzengeographie 43: 86. 1909.
Etimología
Ver: Euphorbia
uhligiana: epíteto otorgado en honor del geólogo alemán Victor Karl Uhlig (1857 - 1922), quien recolectó la especie en Tanzania en el año 1904.